# Luis Muñoz (poeta)
Luis Muñoz (nacido en Granada en 1966) es un poeta español en lengua castellana. Doctor por la Universidad de Granada y licenciado en Filología Hispánica y Filología Románica por la misma universidad. Es el autor, más recientemente, de Vecindad (2018). Sus otros libros incluyen Querido silencio y Limpiar pescado: Poesía reunida. En 2015 From Behind What Landscape: New and Selected Poems se publicó en una edición bilingüe español-inglés (introducción de Ilya Kaminsky, traducción de Curtis Bauer).
Dirigió el Aula de Literatura de la Universidad de Granada entre 1992 y 2000, y desde su fundación hasta su cierre (1992-2002) la revista de poesía Hélice. Entre 2001 y 2012 trabajó como asesor de literatura de la Residencia de Estudiantes. 
Es el editor del libro El lugar de la poesía y ha traducido El cuaderno del viejo, de Giuseppe Ungaretti. En 2008 fue comisario de la exposición Gallo. Interior de una revista sobre la publicación dirigida en 1928 por Federico García Lorca. 
Ha recibido numerosos galardones de prestigio como el Premio Ciudad de Córdoba, Generación del 27, Ojo Crítico y El Público. Su obra ha sido publicada por Hiperión, Pre-Textos, Tusquets y Visor. 
Es profesor en la Universidad de Iowa, donde actualmente dirige el Programa de Escritura Creativa en Español. 
Vive entre Iowa City y Madrid.

## Obra poética
- Vecindad (Visor, 2018) "Una suma de significados… Con Vecindad Luis Muñoz ha publicado uno de los mejores libros de poesía de la década y por supuesto de los últimos años. Un poemario que podría darnos mucho más juego en nuestro análisis, y que es de por sí un tratado de poética y una guía para iniciados o profanos. Un volumen imprescindible en la poesía en lengua española hoy”. (Juan Carlos Abril) "Con ese título tan sencillo “Vecindad” cuántas cosas nos dicen estos poemas, cuántos choques fulgurantes suceden entre las palabras en los versos de Luis Muñoz. Es su especialidad: iluminarnos. Creo que esa búsqueda, ese rastreo sobre el sentido de la vida a través del lenguaje es fundamental en su poesía y en la poesía en general, esa búsqueda está siempre en el fondo de toda poesía que no quiera convertirse simplemente en fuegos (o juegos) artificiales: sus versos “Dan de comer/ y dejan con hambre”, como dice en el poema “Centímetro a centímetro”. Centímetro a centímetro, sí. Nada menos. Es la ambición de un poeta que quiere que las palabras choquen entre sí para que salgan chispas. Porque las palabras no están vacías, guardan un lleno de emociones y conocimiento que nos alumbra. Muchas veces lo que parece irracional nos trae el significado profundo, la turbación del vivir" (Ángeles Mora). "A la altura de la página 27, la sensación de lectura es de un desasosiego que se mueve entre la constatación del dolor y la búsqueda de la felicidad, unas veces en el pasado, en la infancia –aunque en ella también se escondía el dolor-, otras en el presente, en esos detalles y escenas aparentemente insignificantes que nos asaltan en el discurrir diario de la vida. En la página 22, en el poema titulado ‘Fotomatón’, aparece por primera vez una composición eminentemente narrativa, clara y directa, que en cierto sentido rompe con el tono predominantemente menos figurativos de los poemas leídos hasta ahora, textos que además se empeñan en retorcer los límites del lenguaje, en indagar en las posibilidades connotativas o asociativas de las imágenes creadas". (Juan Carlos Sierra)
- Querido silencio (Tusquets, 2006). "En el plano del contenido, el intenso simbolismo de sus textos se construye sobre una tupida red de conexiones horizontales y verticales, en el más estricto sentido baudeleriano; me refiero a una serie de correspondencias (tal es el título de su cuarto libro) que se convierten en la apoyatura plástica de los poemas y que establecen un orden inédito en la realidad representada: aquel que halla la mirada poética y que el lector ha de desvelar e interpretar, especialmente en el caso de las correspondencias verticales, que buscan trascender lo visible, casi siempre hacia el sentido metaliterario del texto. Los mecanismos de los que se suele servir en esta operación analógica son –y creo que hasta ahora no ha sido señalado– la ironía (frecuentemente inscrita en los títulos) y la coincidencia entre el plano de la expresión y el del contenido". (Itziar López Guil). "Ahora, más depurados, más sutiles, los poemas de Querido silencio desarrollan en su esencial inestabilidad una poética que Luis Muñoz enfrenta con los límites de los expresable, en busca de un más allá misterioso de la conciencia de lo real cotidiano" .(Francisco Díaz de Castro)
- Limpiar pescado. Poesía reunida (Visor, 2005). "Limpiar pescado. Poesía reunida (2005), reviste con su aparición todo el cariz de los verdaderos acontecimientos literarios. El lugar relevante ocupado por libros como Manzanas amarillas (1995), El apetito (1998) o Correspondencias (2001), con lo que en éstos hay de búsqueda y de hallazgo, convierte a su autor en uno de los poetas de referencia de estos últimos años. Me atrevería a decir que en el poeta clave que ha venido señalizando muchos de los caminos y rumbos transitados por la poesía española más reciente". (José Andújar Almansa). "Durante las primeras décadas de este siglo la poesía de Luis Muñoz muestra el deseo de investigar meticulosamente el momento instantáneo del presente y, a la vez, examinar las cosas colocadas en este territorio de tránsito temporal. En los poemas reunidos en Limpiar pescado de 2005 hallamos las posibilidades de ensanchar la expresión al iluminar el momento más vital y fugaz de la existencia. Unas palabras del poeta subrayan la ética existencial de su poesía: "Vivir con intensidad el presente" es "un grado más elemental del carpe diem." (Judith Nantell)
- Correspondencias (Visor, 2001)  "El apetito tiene una continuidad ahondadora y de madurez más nítida en la obra siguiente del poeta: Correspondencias (2001). El Baudelaire al que puede sonar el título está tan asimilado que nada directo debe esperar hallarse. Si su obra completa hasta ese momento iba a titularse para sorpresa de algunos que veían prosaísmo y no prácticas japonesas Limpiar pescado, poesía reunida (2005) esa actitud de sacar del poema todo los superfluo pero nada de lo esencial es ya muy nítida en Correspondencias". (Luis Antonio de Villena)  "Correspondencias es un poemario sólido en su futilidad. Prueba de ello son, ante todo, los títulos programáticos de los poemas: en su mayor parte conceptos, o nombres propios o títulos que podrían serlo de relatos o cuadros. Este entramado de referencias provoca una densidad intensa, poética, en definitiva. Y aunque este modo de composición –a base de poemas que, desde su título, se presentan efectivamente como correspondencias– parezca subrayar que lo importante es la relación deíctica con aquello que se denota, la realidad del poemario es bien distinta: estos títulos –contenidos, no lo olvidemos, en un poemario de aspiración declaradamente (neo)simbolista– parecen servir de confín: desde su naturalidad, subrayan la sustancia de lo contenido. Porque son estados más profundos de interioridad –siguiendo la cita inicial de Bergson, parafraseándola– que no se corresponden con un objeto exterior invariable, como en el caso de la simple percepción visual: son prosopopeyas (encarnadas)" (Javier Sánchez Arjona)
- 'El apetito (PreTextos, 1998). "El apetito (…) parece, en principio, un paisaje apacible, una película tranquila, casi trazada a tiralíneas, hasta que de pronto descubres que es una amenaza latente, que por debajo casi late un crimen y que en realidad se trata de un desafío. Tienes que descubrir de golpe al asesino o al posible cadáver, descifrando los códigos en que las líneas se rompen, el lugar en que se trastruecan. En vez de un discreto o tranquilo lector (que también puede serlo) el libro te convierte en espía o lector furtivo, un detective en el plano del desasosiego" (Juan Carlos Rodríguez) "Este es el mejor libro que he leído sobre el deseo. No el amor sino el deseo. Es un diálogo del Yo con el propio cuerpo -ojo, que no me refiero a la seudomística new age que Valente nos encaloma cada vez que puede-. La conversación entre ellos es a veces cruel, casi siempre seca y mate, con la confianza y la belleza que da una amistad de muchos años. Eso: hablando como dos amigos, con una vieja y natural normalidad. De la apetencia, del instante..., y explendida charla se realiza a través del poema" (Vicente Tortajada).
- 'Manzanas amarillas (Hiperión, 1995). “El título Manzanas amarillas me lo sugirió un poema de Ives Bonneffoy, de su libro Principio y fin de la nieve que había leído en la traducción que hizo Jesús Munárriz. Bonneffoy ofrece en su poema la imagen de un campo de manzanos después de la nevada. La belleza inquietante y fugitiva de las manzanas del árbol con una corona de nieve, lo que tiene la imagen de detención del tiempo que se va, la consistencia de la nieve, la madurez de la manzana, y de metáfora de la aspiración de la poesía a encontrar señales de lo que somos, de lo que estamos hechos, me pareció que podría servirme para plantear el libro como una búsqueda de otras manzanas amarillas en contacto con su corona de nieve, para hacer del libro un intento de colección de imágenes con capacidad para resumir alguna complejidad sin querer reducirlas previamente a un sentido” (Luis Muñoz). "Manzanas amarillas es un libro que, al no renunciar a los callejones sin salida de la confrontación vida/poesía, y al ahincarse en la labor paciente de quien ha optado por llevar la lucidez hasta sus últimas aporías mediante una indagación de raigambre simbolista en la imagen, significa la consolidación de este poeta, que ya ha encontrado su propio camino, afrontando el riesgo de desmontar las trampas de la modernidad y sin ninguna renuncia ociosa". (Francisco Díaz de Castro)
- Septiembre (Hiperión, 1991) "Septiembre es, como reza la escueta nota de la contraportada, "una reflexión descreída y melancólica sobre la conciencia primera del tiempo ido, sobre el final del verano de la primera juventud". Pero es también, y sobre todo, un libro sobre la sed de amor. Algunos de los poemas que yo prefiero tratan de la soledad de quien ha amado y busca de nuevo el amor con insistencia pero sin convencimiento, como si ese verano de la juventud hubiese dejado al irse tan sólo escepticismos y unas manos vacías: "...ahora el amor te falta / como siempre que buscas / el fondo de un paisaje". Ese paisaje es el paisaje humano, el paisaje de los sentidos y el paisaje de los sentimientos; el paisaje del pasado". (José Luis Piquero)

## Galardones
- Premio El Público por Querido silencio.
- Premio Ojo Crítico de Poesía por Correspondencias.
- Premio Internacional de Poesía Generación del 27 por Correspondencias.
- Premio Ciudad de Córdoba de Poesía por Manzanas amarillas.
- Finalista del premio de Poesía Hiperión por Septiembre.